# Parnelli
Parnelli fu una scuderia automobilistica statunitense nata nel 1969 che ebbe un'effimera esperienza in Formula 1 dalla fine del 1974 all'inizio del 1976.
Nacque per iniziativa dell'ex pilota Parnelli Jones e di Vel Miletich.
Inizialmente impegnata nelle corse nordamericane di monoposto, vinse due 500 Miglia di Indianapolis consecutive nel 1970 e nel 1971, e prese parte alle competizioni della Champ Car.
Esordì in Formula 1 nel G.P. del Canada 1974 con un settimo posto finale.
Nella stagione successiva ottenne altri buoni piazzamenti al limite del podio (miglior piazzamento assoluto il 4º posto al G.P di Svezia) e il giro più veloce al G.P. di Spagna, tanto da classificarsi al decimo posto nella coppa costruttori.
Nel 1976, dopo aver disputato i gran premi del Sudafrica e degli Stati Uniti Ovest, fu tuttavia costretta al ritiro per mancanza di apporto economico da sponsor di rilievo.
Pilota della monoposto della scuderia, la VPJ4 motorizzata Ford Cosworth 3 litri, fu sempre lo statunitense Mario Andretti in tutte le gare disputate.

## Risultati in Formula 1
| Anno | Vettura       | Motore   | Gomme | Piloti         |  |  |  |  |  |  |  |  |  |  |  |  |  |   |    |  | Punti | Pos. |
| ---- | ------------- | -------- | ----- | -------------- |  |  |  |  |  |  |  |  |  |  |  |  |  | - | -- |  | ----- | ---- |
| 1974 | Parnelli VPJ4 | Ford DFV | F     | Mario Andretti |  |  |  |  |  |  |  |  |  |  |  |  |  | 7 | SQ |  | 0     |      |

| Anno | Vettura       | Motore   | Gomme | Piloti         |     |   |    |     |     |  |   |  |   |    |    |     |     |     |  |  | Punti | Pos. |
| ---- | ------------- | -------- | ----- | -------------- | --- | - | -- | --- | --- |  | - |  | - | -- | -- | --- | --- | --- |  |  | ----- | ---- |
| 1975 | Parnelli VPJ4 | Ford DFV | G     | Mario Andretti | Rit | 7 | 17 | Rit | Rit |  | 4 |  | 5 | 12 | 10 | Rit | Rit | Rit |  |  | 5     | 10º  |

| Anno | Vettura        | Motore   | Gomme | Piloti         |  |   |     |  |  |  |  |  |  |  |  |  |  |  |  |  | Punti | Pos. |
| ---- | -------------- | -------- | ----- | -------------- |  | - | --- |  |  |  |  |  |  |  |  |  |  |  |  |  | ----- | ---- |
| 1976 | Parnelli VPJ4B | Ford DFV | G     | Mario Andretti |  | 6 | Rit |  |  |  |  |  |  |  |  |  |  |  |  |  | 1     | 13º  |

| Legenda | 1º posto     | 2º posto | 3º posto    | A punti         | Senza punti/Non class.  | Grassetto – Pole position Corsivo – Giro più veloce |
| Legenda | Squalificato | Ritirato | Non partito | Non qualificato | Solo prove/Terzo pilota | Grassetto – Pole position Corsivo – Giro più veloce |